# USS Cyclops (AC-4)
Pour les autres navires du même nom, voir USS Cyclops.
L'USS Cyclops (AC-4) est l'un des quatre charbonniers de la classe Proteus construit pour la Marine américaine en 1910. Son nom fait référence aux Cyclopes, des géants de la mythologie grecque (il s'agit du deuxième navire de la marine américaine à porter ce nom).

## Histoire
En 1918, la perte du bateau et de ses 306 membres d'équipage et passagers dans la mer des Antilles, sans laisser de traces, reste la plus grande disparition de l'histoire de la marine américaine hors affrontements. Étant donné que le drame se déroula pendant la Première Guerre mondiale, des spéculations ont existé sur le fait que le navire aurait été capturé ou coulé par un sous-marin allemand (il transportait en effet 11 000 tonnes de minerai de manganèse, utilisé pour produire des munitions). Les autorités allemandes de l'époque ont nié avoir un lien quelconque avec cet événement et le commandement de la marine américaine a conclu que le bateau avait probablement coulé lors d'une tempête pour une cause inconnue.

## Sources
- (en) Cet article est partiellement ou en totalité issu de l’article de Wikipédia en anglais intitulé « USS Cyclops (AC-4) » (voir la liste des auteurs).